# Albert Bürklin (Politiker)
Albert Julius Anton Bürklin (* 20. Juni 1844 in Heidelberg; † 23. Juli 1924 ebenda) war ein deutscher liberaler Politiker.

## Leben
Beruflich stieg er vom Oberschulratsassessor bis zum Oberschulrat auf und erhielt den Titel eines wirklichen Geheimrats.
Er war von 1884 bis 1898 für den Reichstagswahlkreis Pfalz (Bayern) 2 Abgeordneter der Nationalliberalen Partei im Reichstag des Deutschen Kaiserreichs; hier hatte er auch das Amt des Vizepräsidenten inne und vertrat vor allem die Interessen des deutschen Weinbaus. Bürklin legte sein Mandat nieder, weil der Reichstag Otto von Bismarck eine Ehrung zu dessen 80. Geburtstag verweigerte.
Bürklin war von 1875 bis 1880 auch Mitglied der Zweiten Kammer des Badischen Landtags und übte dort die Funktion eines Jugendsekretärs aus. Von 1905 bis 1918 war Bürklin Mitglied der Ersten Kammer des Badischen Landtags und 1905 bis 1906 deren zweiter Vizepräsident. Anschließend war Bürklin von 1907 bis 1918 erster Vizepräsident der Ersten Kammer.
Bürklin war auch Generalintendant des Karlsruher Hoftheaters und fungierte von 1920 bis 1922 als Präsident der Goethe-Gesellschaft.
Durch seine Heirat mit Luise Wolf wurde er Besitzer des heutigen Weinguts Dr. Bürklin-Wolf in Wachenheim, das er zu einem Qualitätsweinbaubetrieb ausbaute. Sein Vater war der Schriftsteller und Eisenbahningenieur Albert Bürklin (1816–1890).
1863 wurde er Mitglied der Burschenschaft Teutonia Freiburg.
Am 25. Oktober 1922 wurde Bürklin zum ersten Ehrensenator der Albert-Ludwigs-Universität Freiburg ernannt.